# Clubiona allotorta
Clubiona allotorta là một loài nhện trong họ Clubionidae.
Loài này thuộc chi Clubiona. Clubiona allotorta được miêu tả năm 2008 bởi Pakawin Dankittipakul & Singtripop.